# Campeonato Mundial de Baloncesto Femenino de 1979
El VIII Campeonato Mundial de Baloncesto Femenino se celebró en Corea del Sur entre el 29 de abril y el 13 de mayo de 1979, bajo la organización de la Federación Internacional de Baloncesto (FIBA) y la Federación Surcoreana de Baloncesto.
Un total de doce selecciones nacionales de cinco confederaciones continentales compitieron por el título de campeón mundial, cuyo anterior portador era el equipo de la Unión Soviética, vencedor del Mundial de 1975. Los países del bloque socialista decidieron boicotear el evento al no contar con relaciones diplomáticas con el gobierno de Corea del Sur a causa del conflicto de esta con Corea del Norte.
La medalla de oro fue para la selección de los Estados Unidos, la plata para las anfitrionas y el bronce para Canadá.

## Organización

### Sedes
| Foto | Ciudad | Instalación        |
| ---- | ------ | ------------------ |
|      | Seúl   | Gimnasio Jangchung |

### Grupos
| Grupo A       | Grupo B | Grupo C   |
| ------------- | ------- | --------- |
| Canadá        | Brasil  | Australia |
| Corea del Sur | Japón   | Malasia   |
| Bolivia       | Senegal | Italia    |
| Países Bajos  | Francia | México    |

1. ↑  Selección clasificada que decidió no participar.

## Primera fase

### Grupo A
| Equipo        | J | G | P | PF  | PC  | DP   | PTS |
| ------------- | - | - | - | --- | --- | ---- | --- |
| Canadá        | 3 | 3 | 0 | 244 | 157 | +87  | 6   |
| Corea del Sur | 3 | 2 | 1 | 247 | 177 | +70  | 5   |
| Países Bajos  | 3 | 1 | 2 | 216 | 196 | +20  | 4   |
| Bolivia       | 3 | 0 | 3 | 108 | 285 | -177 | 3   |

- Resultados

| Fecha | Partido¹      | Partido¹ | Partido¹      | Resultado |
| ----- | ------------- | -------- | ------------- | --------- |
| 29.04 | Corea del Sur | -        | Canadá        | 63-76     |
| 30.04 | Bolivia       | -        | Países Bajos  | 34-95     |
| 01.05 | Canadá        | -        | Bolivia       | 84-36     |
| 01.05 | Países Bajos  | -        | Corea del Sur | 63-78     |
| 02.05 | Países Bajos  | -        | Canadá        | 58-84     |
| 02.05 | Corea del Sur | -        | Bolivia       | 106-38    |

- (¹) – Todos en Seúl.

### Grupo B
| Equipo  | J | G | P | PF  | PC  | DP   | PTS |
| ------- | - | - | - | --- | --- | ---- | --- |
| Japón   | 3 | 2 | 1 | 203 | 138 | +65  | 5   |
| Francia | 3 | 2 | 1 | 193 | 166 | +27  | 5   |
| Brasil  | 3 | 2 | 1 | 219 | 188 | +31  | 5   |
| Senegal | 3 | 0 | 3 | 127 | 250 | -123 | 3   |

- Resultados

| Fecha | Partido¹ | Partido¹ | Partido¹ | Resultado |
| ----- | -------- | -------- | -------- | --------- |
| 29.04 | Senegal  | -        | Brasil   | 57-98     |
| 30.04 | Francia  | -        | Japón    | 49-64     |
| 01.05 | Brasil   | -        | Japón    | 57-55     |
| 01.05 | Senegal  | -        | Francia  | 38-68     |
| 02.05 | Japón    | -        | Senegal  | 84-32     |
| 02.05 | Brasil   | -        | Francia  | 64-76     |

- (¹) – Todos en Seúl.

### Grupo C
| Equipo    | J | G | P | PF  | PC  | DP   | PTS |
| --------- | - | - | - | --- | --- | ---- | --- |
| Australia | 2 | 2 | 0 | 198 | 90  | +108 | 4   |
| Italia    | 2 | 1 | 1 | 156 | 115 | +41  | 3   |
| Malasia   | 2 | 0 | 2 | 50  | 199 | -149 | 2   |

- Resultados

| Fecha | Partido¹  | Partido¹ | Partido¹  | Resultado |
| ----- | --------- | -------- | --------- | --------- |
| 30.04 | Italia    | -        | Malasia   | 80-36     |
| 01.05 | Australia | -        | Italia    | 79-76     |
| 02.05 | Malasia   | -        | Australia | 14-119    |

- (¹) – Todos en Seúl.

## Fase final
Clasifican los dos mejores equipos de cada grupo que, junto con Estados Unidos (anterior campeón), luchan en un grupo de siete por las medallas.
| Equipo         | J | G | P | PF  | PC  | DP  | PTS |
| -------------- | - | - | - | --- | --- | --- | --- |
| Estados Unidos | 6 | 5 | 1 | 463 | 402 | +61 | 11  |
| Corea del Sur  | 6 | 5 | 1 | 436 | 413 | +23 | 11  |
| Canadá         | 6 | 5 | 1 | 395 | 366 | +29 | 11  |
| Australia      | 6 | 3 | 3 | 387 | 398 | -11 | 9   |
| Italia         | 6 | 2 | 4 | 386 | 376 | +10 | 8   |
| Japón          | 6 | 1 | 5 | 350 | 377 | -27 | 7   |
| Francia        | 6 | 0 | 6 | 338 | 423 | -85 | 6   |

- Resultados

| Fecha | Partido¹       | Partido¹ | Partido¹       | Resultado |
| ----- | -------------- | -------- | -------------- | --------- |
| 04.05 | Corea del Sur  | -        | Estados Unidos | 94-82     |
| 04.05 | Francia        | -        | Australia      | 46-59     |
| 05.05 | Canadá         | -        | Italia         | 64-55     |
| 05.05 | Japón          | -        | Corea del Sur  | 56-64     |
| 06.05 | Francia        | -        | Canadá         | 59-72     |
| 06.05 | Italia         | -        | Estados Unidos | 64-66     |
| 07.05 | Corea del Sur  | -        | Australia      | 76-72     |
| 07.05 | Estados Unidos | -        | Japón          | 84-65     |
| 09.05 | Canadá         | -        | Japón          | 56-55     |
| 09.05 | Italia         | -        | Francia        | 72-54     |
| 10.05 | Francia        | -        | Corea del Sur  | 71-76     |
| 10.05 | Australia      | -        | Estados Unidos | 59-74     |
| 11.05 | Australia      | -        | Canadá         | 57-66     |
| 12.05 | Italia         | -        | Japón          | 63-50     |
| 12.05 | Estados Unidos | -        | Francia        | 80-59     |
| 13.05 | Japón          | -        | Australia      | 60-61     |
| 13.05 | Corea del Sur  | -        | Italia         | 63-56     |
| 13.05 | Canadá         | -        | Estados Unidos | 61-77     |

- (¹) – Todos en Seúl.

## Medallero
| Estados Unidos | Corea del Sur | Canadá |

## Plantilla del equipo ganador
- Estados Unidos:

Tara Heiss, Holly Warlick, Ann Meyers, Jan Trombly, Jackie Swaim, Jill Rankin, Nancy Lieberman, Barbara Brown, Carol Blazejowski, Denise Curry, Rosie Walker, Kris Kirchner. Seleccionador: Pat Summitt

## Estadísticas

### Clasificación general
| 1. Estados Unidos |
| 2. Corea del Sur  |
| 3. Canadá         |
| 4. Australia      |
| 5. Italia         |
| 6. Japón          |
| 7. Francia        |
| 8. Países Bajos   |
| 9. Brasil         |
| 10. Bolivia       |
| 11. Malasia       |
| 12. Senegal       |

### Máxima anotadora
| N.º | Jugadora          | País          | Puntos |
| --- | ----------------- | ------------- | ------ |
| 1   | Sylvia Sweeney    | Canadá        | 163    |
| 2   | Park Chan-Suk     | Corea del Sur | 159    |
| 3   | Irène Guidotti    | Francia       | 142    |
| 4   | Hortência Marcari | Brasil        | 125    |
| 4   | Kerweerd Marschal | Países Bajos  | 125    |

Fuente: 

### Equipo más anotador
| N.º | Equipo        | Puntos |
| --- | ------------- | ------ |
| 1   | Corea del Sur | 620    |
| 2   | Canadá        | 563    |
| 3   | Países Bajos  | 506    |
| 4   | Australia     | 499    |
| 5   | Brasil        | 494    |

Fuente: 